# 坪正直
坪 正直（つぼ まさなお、1934年9月7日 - 2018年12月3日）は、青森県出身の元調教助手・元調教師。
坪憲章の叔父。

## 経歴
1964年に阪神・坪重兵衛厩舎の厩務員として競馬サークル入りし、1965年からは調教助手を務めた。その後は松田由太郎厩舎（1974年）、上田武司厩舎（1975年）の助手時代を経て、1976年に調教師免許を取得。1978年3月に開業し、同11日の阪神第6競走4歳新馬・ファインタガミ（8頭中5着）で初出走を果たすと、6月17日の函館第8競走HTB賞・ファインドラマで初勝利（延べ23頭目）を挙げた。1年目の同年は3勝、2年目の1979年は5勝、3年目の1980年には初の2桁となる18勝をマーク。1982年から1995年には14年連続2桁勝利を記録するなど、10勝から20勝台を安定して推移していた。
1985年には競馬学校第1期生の山田和広が同厩舎からデビューし、主戦騎手として起用される。1987年にサファイヤステークスをマルブツロンリーで制し、開業9年目にして重賞初勝利を挙げる。鞍上の山田は3年目で共に重賞初勝利となり、以降の重賞13勝（うち1勝は地方交流重賞）中12勝は山田の騎乗によるものであった。1999年の函館記念・ジョービッグバンは田面木博公騎乗で記録しているが、山田は相当前からブリリアントロードの騎乗が決定していたためこの日は騎乗しなかった。この時のジョービッグバンのハンデが50kgであったことも影響しているが、この日の新聞コメントで山田は「ジョービッグバンがとても良い。できればこっちに乗りたい」とコメントしている。坪との師弟関係は競馬界での美しい師弟関係の象徴として示されることが多いが、この厩舎は基本的に山田の選択いかんでそのほかを決めていた。他に乗っていた騎手は、野元昭嘉、太宰啓介、武幸四郎、福永祐一と二世騎手が多かった反面、小屋敷昭や田面木という、山田所属以前に積極的に使っていた騎手も多かった。
1988年にはJRA賞最高勝率調教師を受賞し、1989年にはミスティックスターが5連勝でマイラーズカップを制し、安田記念ではバンブーメモリーの3着と好走。1991年にはジョーロアリングが4連勝で阪急杯を制したが、休養後は4着が最高で1勝も出来なかった。1994年にはヤマニンフォックスで中日新聞杯を勝っているが、同馬は愛知杯3年連続2着（1993年 - 1995年）という記録の持ち主で、その内の2年は山田が騎乗している。1997年にはエイシンカチータが秋華賞でメジロドーベル・キョウエイマーチの3着に入り、同年から2000年まで4年連続2桁勝利をマークし、1999年には自己最高の25勝で重賞も4勝を挙げた。先述のジョービッグバンのほか、ブリリアントロードが殿人気ながら新潟大賞典を制覇し、夏には新潟記念で8番人気ながらホッカイルソーやエイシンガイモンを破っている。ブリリアントロードはダート交流重賞でも善戦するなど活躍し、2003年の函館・大沼ステークスではブービー人気でプリエミネンスを破った。テネシーガールでファンタジーステークスも制し、阪神3歳牝馬ステークスでもヤマカツスズランの5着となる。2001年の高松宮記念では大外18番枠ながらマイペースで無理なく先行し、単勝16番人気という低評価に反発する3着と好走。その後はGIでも好走例がありながら勝ちきれない内容や、函館滞在中に骨膜炎を患った影響からセントウルステークスでも6番人気と評価を集めることができず、坪も「こんなものかな…」と自信を無くしていたが「熊（熊沢）の馬（1番人気カルストンライトオ）が思ったほど来なかった」（山田）ことから高松宮記念同様にマイペースで先行し、重賞2勝目を記録している。2000年にはジョービッグバンで関西馬ながら中山金杯に参戦して制すが、当時の東西金杯は同じ芝2000mで施行されており、関西馬が同競走を勝利したのは初めてのことであった。続く小倉大賞典にも勝利したが、当日は第4競走4歳以上500万下・キャットアンドッグで通算300勝を達成しており、山田が花を添えた形となった。GI初挑戦となった宝塚記念では単勝9番人気と低評価ながら、テイエムオペラオー・メイショウドトウに食い下がってクビ・クビの好勝負を演じ、ステイゴールド・グラスワンダーに先着する3着と健闘。
2003年には最後の2桁となる12勝をマークし、鳴尾記念・ブリリアントロードが最後の重賞出走となった。2005年1月29日の京都第12競走4歳以上1000万下・レディブライアンが最後の勝利となり、2月20日の京都第12競走4歳以上1000万下・サーペンクィーン（16頭中11着）が最後の出走となった。同28日、定年より引退。
2018年12月3日午後11時21分、死去。84歳没。通夜は同6日午後7時から、告別式は翌7日午前11時30分から栗東市上鈎の栗東典礼会館で執り行われた 。

## 通算成績
| 通算成績 | 1着 | 2着 | 3着 | 4着以下 | 出走回数 | 勝率 | 連対率 |
| -------- | --- | --- | --- | ------- | -------- | ---- | ------ |
| 平地     | 336 | 290 | 269 | 2,286   | 3,181    | .106 | .197   |
| 障害     | 9   | 5   | 9   | 59      | 82       | .110 | .171   |
| 計       | 345 | 295 | 278 | 2,345   | 3,263    | .105 | .196   |

### 主な管理馬
太字はGI級レース、斜体は当時統一格付けのない地方主催の交流競走。
- マルブツロンリー（1987年サファイヤステークス）
- ミスティックスター（1989年マイラーズカップ・CBC賞・安田記念3着）
- マンジュデンカブト（1992年ブリーダーズゴールドカップ）
- ヤマニンフォックス（1994年中日新聞杯）
- エイシンカチータ（1997年秋華賞3着）
- ブリリアントロード（1999年新潟大賞典・新潟記念）
- テネシーガール（1999年ファンタジーステークス、2001年セントウルステークス・高松宮記念3着）
- ジョービッグバン（1999年函館記念、2000年中山金杯・小倉大賞典・宝塚記念3着）

## 主な厩舎所属者
- 山田和広（1985年-2004年 所属騎手）